# Hamitenton-Formation
- Humph.-Fm. = Humphriesioolith-Formation
- L.Bk-Fm = Liegende Bankkalk-Formation
- H.Bk-Fm = Hangende Bankkalk-Formation
- Zm-Fm = Zementmergel-Formation
- S.-Fm = Solnhofen-Formation
- Rö.-Fm = Rögling-Formation
- U.-Fm = Usseltal-Formation
- Mö.-Fm = Mörnshein-Formation
- N.-Fm = Neuburg-Formation
- R.-Fm = Rennertshofen-Formation

Die Hamitenton-Formation (früher Hamitenton) ist eine lithostratigraphische Formation des Süddeutschen Jura. Sie wird von der Dentalienton-Formation überlagert und von der Humphriesioolith- und Ostreenkalk-Formation unterlagert. Nach Osten wird sie lateral durch die Sengenthal-Formation ersetzt. Im Oberrheingebiet wird sie durch die Hauptrogenstein-Formation vertreten. Sie hat eine Mächtigkeit von 0,6 bis 45 m. Sie wird in das Oberbajocium datiert.

## Geschichte
Der Begriff wurde von Gert Bloos, Gerd Dietl und Günter Schweigert 2005 für eine lithostratigraphische Gesteinsformation vorgeschlagen, die bereits Friedrich August Quenstedt 1857 als „Hamitenthon“ bezeichnet hatte. Der Name rührt von den darin gefundenen heteromorphen Ammoniten her, die früher irrtümlich zur Kreide-Gattung Hamites gestellt wurde.

## Definition und Verbreitungsgebiet
Die Hamitenton-Formation besteht überwiegend aus Tonsteinen. Als Basis der Formation wurde die Oberkante des sogenannten Subfurcaten-Ooliths (Subfurcaten-Subformation der Ostreenkalk-Formation) definiert. Die Obergrenze bildet der Top des „Parkinsoni-Ooliths“ bzw. des Oberen Parkinsonienooliths in der westlichen Schwäbischen Alb. Im Bereich der östlichen Alb verzahnt sich die Hamitenton-Formation mit der Sengenthal-Formation. Ihre größte Mächtigkeit erreicht sie im Wutach-Gebiet mit 52 m. Hier ist im Top der Formation ein mächtiges Tonsteinpaket entwickelt, der Parkinsonienton.

## Typusregion und Typusprofil
Die Typusregion erstreckt sich von Donzdorf bis in das Wutach-Gebiet westlich von Blumberg. Als Typusprofil wurde von Dietl (2006) das Bachbett des Wettbachs an der Nordseite des Plettenbergs oberhalb von Rosswangen festgelegt. Zwei weitere Referenzprofile wurden von Dietl ausgewählt: ein Referenzprofil am Westabhang des Eichbergs im Wutachgebiet und ein Referenzprofil im Bauaufschluss der A 8 bei Gruibingen, das 1988 sehr detailliert von Gerd Dietl aufgenommen wurde.

## Zeitlicher Umfang und Untergliederung
Die Hamitenton-Formation wird stratigraphisch in das Oberbajocium datiert. Sie umfasst die obere niortense-Biozone, die Garantiana-Biozone, die Parkinsoni-Biozone und die Basis der Zigzag-Biozone.
In Mittelwürttemberg wird die Hamitenton-Formation durch die Hamitenbank in den Unteren Hamitenton und den Oberen Hamitenton unterteilt. Der Parkinsonienoolith am Top der Formation besteht hier zunächst aus einer Bank, die sich nach Westen zu in zwei Bänke unterteilt. Zwischen den beiden Oolithbänken schaltet sich nach Südwesten der immer mächtiger werdende Parkinsonienton ein, der im Wutachgebiet eine Mächtigkeit von 45 m erreicht. Gleichzeitig nimmt aber die Mächtigkeit des eigentlichen Hamitentons immer mehr ab (auf ca. 8 m).
Im Wutachgebiet wird der Parkinsoniton als eigene Subformation gegliedert. Der eigentliche Hamitenton wird dagegen auch als Hamitenton-Subformation bezeichnet.

## Fossilinhalt
Die Hamitenton-Formation ist besonders durch ihre Ammonitenfauna bekannt geworden (Gattung Spiroceras, früher Hamites). Sie enthält zum Teil in ihrer Form äußerst variable Arten; die Gehäuse variieren von lose aufgerollt über lose trochospiral aufgerollt bis gerade gestreckt. Es kommen jedoch auch „normal“ aufgerollte Ammonitengattungen wie Garantiana, Strenoceras und Parkinsonia (z. B. Parkinsonia parkinsoni).